# 이에이트
이에이트 주식회사(E8IGHT)는 시뮬레이션으로 연결하여 새로운 디지털 세계를 만드는 플랫폼 개발 기업이다.

## 역사
2012년 5월 김진현 대표가 디엔에프컨설팅을 설립하여 2014년 디엔에프코텍으로 그리고 2016년 현재의 사명으로 변경하였다.

## 투자
2013년에 시리즈A 투자로 보광창업투자와 L&S벤처캐피탈가 각각 18억원과 14억원 투자를 그리고 2018년 시리즈B 투자로 키움증권이 50억원을, 그리고 시리즈C에는 75억 원을 파인밸류자산운용과 코리아에셋투자증권이 투자한 바 있다
2025년 96억원 규모의 주주배정 후 실권주 일반공모 방식 유상증자를 진행할 예정이며 단기금융상품으로 보유하고 있는 자금은 105억원고 1년전 기업공개로 조달한 자금 222억원 중 사용하지 않고 예·적금으로 운용되고 있는 금액만 54억 원에 달하는데도 유상증자를 실시해 논란이 되고 있다.